# Клінічна душпастирська освіта
Клінічна душпастирська освіта (англ. Clinical Pastoral Education) — клінічна спеціалізована підготовка з метою набуття капеланом або іншим працівником релігійної організації здатності виконувати завдання та обов'язки щодо здійснення душпастирської опіки в закладах охорони здоров'я.

## Загальні положення
Першу програму з клінічної душпастирської освіти (КДО) було запроваджено у 1925 році преподобним Антоном Теофілусом Бойзеном — капеланом психіатричної лікарні м. Вустер (штат Массачусетс, США).
Докладніше у статті «Капеланство в охороні здоров'я»
На сьогоднішній день КДО є обов’язковою складовою підготовки капеланів, які здійснюють душпастирське служіння у закладах охорони здоров’я в більшості розвинених країн світу. Підготовку з КДО за бажанням можуть проходити й інші працівники релігійних організацій (священнослужителі, церковнослужителі та інші релігійні фахівці, в тому числі які не мають духовного сану).
Основними вимогами до вступників на цикли з КДО є такі: членство у релігійній організації, статут (положення) якої зареєстровано у встановленому законом порядку; наявність вищої освіти за спеціальністю «Богослов’я». До навчання також допускаються особи, які мають ступінь вищої освіти у галузях охорони здоров’я, психології, соціальної роботи та свідоцтво про закінчення богословських (катехізаторських) курсів на базі закладу духовної освіти або релігійної організації. КДО початкового та базового рівнів також можуть проходити як навчальні дисципліни за вибором студенти старших курсів закладів вищої духовної освіти, які здобувають вищу освіту за спеціальністю «Богослов’я», якщо це передбачено відповідними освітніми програмами. КДО початкового рівня можуть проходити здобувачі першого (бакалаврського) рівня, а КДО базового рівня — здобувачі другого (магістерського) рівня вищої освіти. Наступні рівні КДО здобуваються на післядипломному етапі.
Підготовка з КДО здійснюється за ступеневою системою на циклах (курсах) спеціалізації. В західних країнах ця підготовка проводиться в акредитованих центрах КДО, що діють при закладах охорони здоров'я. В Україні підготовку з КДО планується проводити у закладах післядипломної медичної освіти, закладах (факультетах) вищої медичної освіти, закладах вищої духовної освіти. Вітчизняними закладами вищої освіти, в яких планується розпочати підготовку з КДО, на сьогодні є Національна медична академія післядипломної освіти імені П. Л. Шупика, Український католицький університет, Київська православна богословська академія. Навчання капеланів може здійснюватися на кафедрах, до профілю яких входить викладання тем, передбачених навчальними планами і програмами циклів спеціалізації з КДО, або у навчально-наукових центрах КДО, що можуть створюватися у структурі закладів вищої освіти.

## Рівні підготовки
Можна виділити п’ять основних рівнів підготовки з КДО, що здійснюється на відповідних циклах спеціалізації.
Початковий рівень. Цикл спеціалізації з КДО початкового рівня (англ. Clinical Pastoral Education Initial Level) призначений для підготовки помічників капелана в охороні здоров'я та інших працівників релігійних організацій, які виконують обов’язки щодо допомоги капелану у здійсненні душпастирської опіки в закладах охорони здоров’я, у тому числі на волонтерських засадах. Тривалість навчання на циклі становить близько 1 місяця. За результатами навчання помічник капелана здобуває здатність: допомагати капелану в організації і проведенні релігійних обрядів, пов’язаних із задоволенням релігійних та духовних потреб пацієнтів і працівників закладів охорони здоров’я; забезпечувати пацієнтів і працівників закладу охорони здоров’я релігійною атрибутикою, духовною літературою та іншими речами, потрібними для задоволення їхніх релігійних та духовних потреб.
Перший (базовий) рівень. Цикл первинної спеціалізації з КДО першого (базового) рівня (англ. Clinical Pastoral Education Level I / Basic Level) призначений для підготовки капеланів в охороні здоров'я та інших працівників релігійних організацій, які виконують обов’язки щодо здійснення душпастирської опіки в закладах охорони здоров’я на волонтерських або громадських засадах. Тривалість навчання на циклі становить близько 3 місяців (обсяг програми — 400 годин або 1 навчальна одиниця). За результатами навчання капелан здобуває здатність: організовувати і проводити релігійні обряди, пов’язані із задоволенням релігійних та духовних потреб пацієнтів і працівників закладів охорони здоров’я; проводити духовно-просвітницьку, духовно-консультативну роботу та навчання основам релігійного вчення серед пацієнтів і працівників закладу охорони здоров’я.
Другий (поглиблений) рівень. Цикл первинної спеціалізації з КДО другого (поглибленого) рівня (англ. Clinical Pastoral Education Level II / Advanced Level) призначений для підготовки капеланів в охороні здоров'я, які виконують обов’язки щодо здійснення душпастирської опіки в закладах охорони здоров’я як штатні працівники. В західних країнах ця підготовка здійснюється у формі інтернатури або резидентури. Тривалість навчання на циклі становить близько 9 місяців (обсяг програми — 1200 годин або 3 навчальні одиниці). За результатами навчання капелан здобуває здатність: здійснювати індивідуальну душпастирську опіку над пацієнтами різних категорій, а також членами їх сімей і працівниками закладу охорони здоров’я; налагоджувати партнерські відносини та дієву співпрацю з представниками релігійних організацій різних конфесій, які діють у закладі охорони здоров’я.
Менеджерський рівень. Цикл вторинної спеціалізації з капеланського менеджменту в охороні здоров’я (англ. Health Care Chaplaincy Management) призначений для підготовки капеланів в охороні здоров'я, які виконують обов’язки старших капеланів в закладах охорони здоров’я. Тривалість навчання на циклі становить близько 4 місяців. За результатами навчання капелан здобуває здатність: керувати роботою помічників капелана, які входять до складу капеланської служби закладу охорони здоров’я; здійснювати організацію і координацію діяльності капеланів, які входять до складу капеланської служби закладу охорони здоров’я.
Супервізорський рівень. Цикл вторинної спеціалізації з супервізії у клінічній душпастирській освіті (англ. Supervisory Clinical Pastoral Education) призначений для підготовки капеланів в охороні здоров'я, які виконують обов’язки капеланів-супервізорів в закладах охорони здоров’я. В західних країнах ця підготовка здійснюється у формі резидентури. Тривалість навчання становить від 1 до 3 років. За результатами навчання капелан здобуває здатність: здійснювати супервізію слухачів циклів спеціалізації з КДО, які проходять навчальну практику на базі закладу охорони здоров’я; проводити заходи внутрішнього навчання та забезпечувати безперервний професійний розвиток капеланів і помічників капелана, які входять до складу капеланської служби закладу охорони здоров’я.
На всіх рівнях підготовки слухачі здобувають здатність дотримуватися вимог професійних стандартів і норм Етичного кодексу капелана в охороні здоров’я, внутрішнього розпорядку закладу охорони здоров’я, вимог санітарно-епідеміологічного режиму, особистої гігієни і протипожежної безпеки, правил спільного використання культових споруд, майна й інших засобів для служіння.

## Зміст підготовки
Програми циклів спеціалізації з КДО передбачають вивчення наступних основних питань: історія капеланства; політика у сфері охорони здоров’я; законодавство, що регулює охорону здоров’я і релігійну діяльність; основи організації охорони здоров’я; богословські погляди на здоров’я, хворобу і страждання людини; теорії душпастирства; роль та ідентичність капелана в охорони здоров’я; професійне й особисте життя капелана; організація роботи капелана та капеланської служби щодо здійснення душпастирської опіки у закладі охорони здоров’я; основи служіння в команді; основи загальної та медичної психології; основи душпастирської (духовної) опіки і консультування; принципи душпастирської опіки пацієнтів різних категорій, їх сімей та персоналу закладів охорони здоров’я; правила відвідувань пацієнтів; навички активного слухання; принципи паліативної та хоспісної допомоги; принципи душпастирського супроводу людей, які втратили близьких; дії у надзвичайних ситуаціях; основи духовно-психологічної допомоги при кризових станах й посттравматичному стресовому розладі; правила санітарії і гігієни; правила догляду за хворими; основи здорового способу життя; правила домедичної допомоги; основи клінічної медицини та медичної термінології; основи фізичної і психологічної реабілітації; основи біоетики та медичної етики; пастирська етика; форми і методи просвітницької роботи; стан релігії в Україні; молитовні практики; питання духовної боротьби; основи державно-конфесійних та міжконфесійних (міжрелігійних) відносин; міжкультурне служіння; принципи профілактики синдрому професійного вигорання тощо.

## Практика та стажування
У навчальних планах і програмах циклів спеціалізації з КДО всіх рівнів має обов’язково передбачатися навчальна практика, програма якої містить «дію» (власне практику душпастирського служіння) та «рефлексію» (написання та обговорення душпастирських зустрічей). Навчальна практика проходить у закладах охорони здоров’я (базах практики) на підставі договору (угоди) про співробітництво між закладом вищої освіти та закладом охорони здоров’я. База практики має відповідати таким основним вимогам: мати у своєму складі лікувально-діагностичні відділення, капеланську службу та інші підрозділи, навчання слухачів в яких передбачене навчальним планом і програмою відповідного циклу спеціалізації; мати можливість надати слухачам робочі місця і обсяг роботи відповідно до вимог навчальних планів і програм відповідного циклу спеціалізації; мати навчальні приміщення для слухачів, обладнані необхідними навчально-методичними посібниками, таблицями, стендами, технічними засобами навчання тощо. Як правило, обсяг навчальної практики повинен складати не менше 70 % від загального обсягу навчальних годин, передбачених навчальними планами і програмами відповідних циклів спеціалізації з КДО. Керівництво навчальною практикою здійснюють викладачі закладів вищої освіти та/або капелани-супервізори закладів охорони здоров’я. Підготовка до підтвердження професійної компетентності капеланів та помічників капеланів в рамках набутого рівня спеціалізації з КДО здійснюється на відповідних циклах стажування, тривалість яких становить від 0,5 до 1 місяця.

## Атестація здобувачів
Слухачі, які закінчили цикл спеціалізації або стажування з КДО відповідного рівня, мають проходити атестацію для визначення знань і практичних навичок з присвоєнням або підтвердженням капеланського звання. Робочою групою МОЗ України з питань впровадження капеланства у сфері охорони здоров’я запропоновані такі капеланські звання:
- помічник капелана в охороні здоров’я;
- капелан в охороні здоров’я;
- капелан-спеціаліст в охороні здоров’я;
- старший капелан в охороні здоров’я;
- капелан-супервізор в охороні здоров’я.

Кваліфікаційні вимоги до капеланських звань мають бути визначені у кваліфікаційних характеристиках професій працівників охорони здоров’я. Станом на сьогодні Асоціацією капеланів в охороні здоров’я України розроблено та подано на розгляд до МОЗ України проєкти кваліфікаційних характеристик капелана в охороні здоров’я та помічника капелана в охороні здоров’я. Атестація на визначення знань і практичних навичок з присвоєнням або підтвердженням капеланського звання має проводитися в комісіях, які створюються при закладах вищої освіти (центрах КДО), на базі яких проводяться цикли спеціалізації та стажування з КДО. Особі, якій за результатами атестації присвоєно або підтверджено капеланське звання, видається відповідний сертифікат, термін дії якого, як правило, становить 5 років. Відповідно капелан, якому присвоєно капеланське звання, повинен не рідше одного разу на 5 років проходити навчання на циклі стажування (з метою підтвердження наявного звання) або, за бажанням, спеціалізації (з метою отримання наступного звання).

## Підвищення кваліфікації

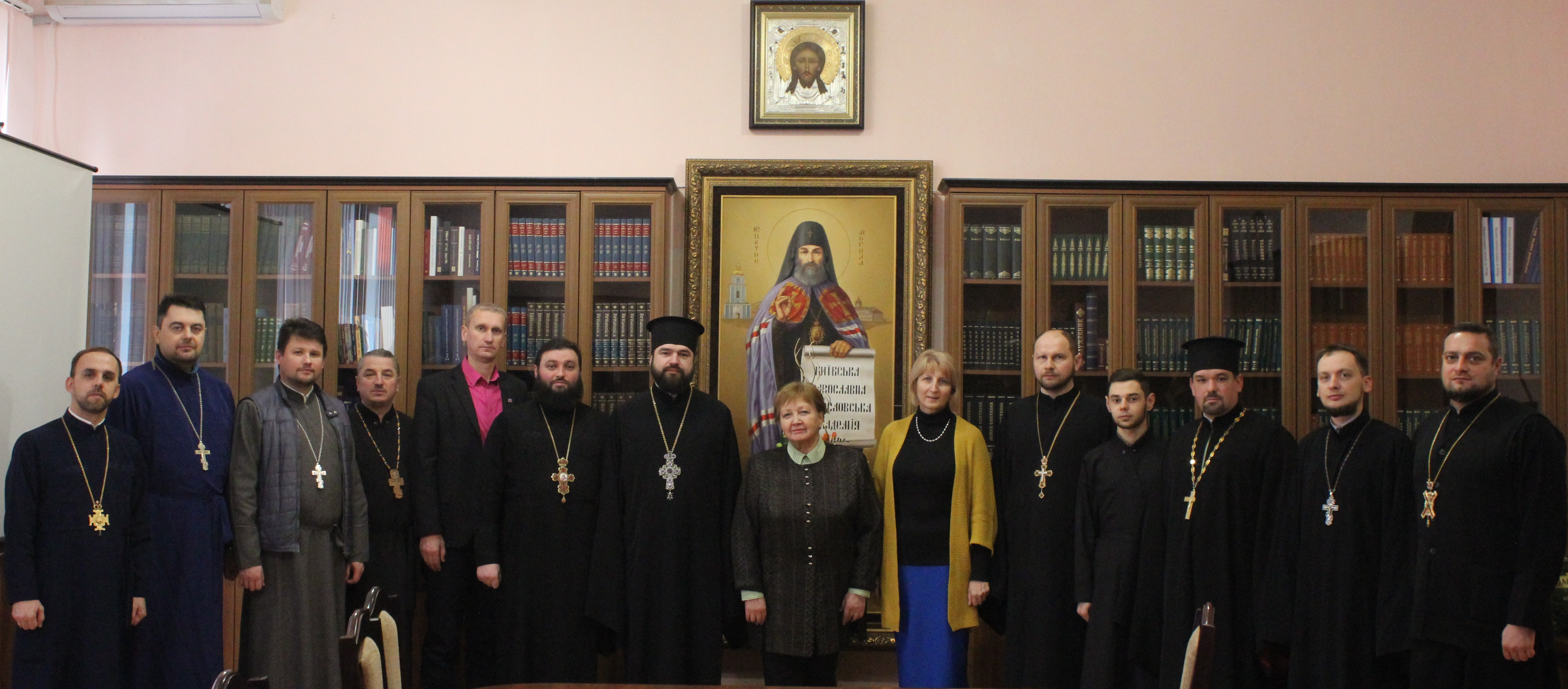
Учасники третього дня циклу семінарів «Медичне капеланство і паліативна допомога», що відбувся у залі засідань вченої ради Київської православної богословської академії 11 грудня 2019 року

Капелани і помічники капеланів мають постійно підвищувати свою кваліфікацію та проходити безперервний професійний розвиток (БПР) з питань КДО, що здійснюється на циклах тематичного удосконалення (ТУ), зміст яких повинен відповідати рівню їх спеціалізації. На циклах ТУ капелани вивчають актуальні питання здійснення душпастирської опіки у сфері, що відповідає напрямку їх душпастирської діяльності, зокрема, хірургії, педіатрії, геріатрії, психіатрії, онкології, паліативної та хоспісної допомоги тощо. Тривалість циклів ТУ, як правило, становить від 1 до 2 тижнів. При цьому, навчання може здійснюватися як за очною, так і очно-заочною формами з елементами дистанційного навчання. БПР капеланів з питань КДО здійснюється також шляхом інформальної освіти (самоосвіти), до основних форм якої належать: участь у семінарах, тренінгах, науково-практичних конференціях, симпозіумах, з’їздах, зарубіжне стажування, дистанційне навчання, у тому числі через спеціалізовані інтернет-ресурси. Організаторами заходів інформальної освіти для капеланів можуть виступати заклади вищої освіти, асоціації капеланів, інші профільні громадські організації та релігійні організації).

## Розробка й акредитація програм
Навчальні плани і програми циклів спеціалізації, стажування і ТУ з КДО розробляються фахівцями закладів вищої освіти, на базах яких проводяться ці цикли. В Україні планується, що навчальні плани і програми циклів спеціалізації з КДО розроблятимуться на основі примірних навчальних планів і програм, погоджених МОЗ України та затверджених Душпастирською радою при МОЗ України — міжконфесійним консультативно-дорадчим органом з питань організації та координації душпастирської опіки у сфері охорони здоров’я. До розробки та рецензування навчальних планів і програм цих циклів та викладання на них залучатимуться фахівці у галузі охорони здоров’я, а також фахівці з інших галузей, дотичних до сфери діяльності капеланів (богослов’я, етики, права, психології, соціальної роботи та інші).
За якість підготовки і виконання навчальної програми на циклах з КДО та дотримання вимог до заходів БПР відповідатимуть керівники закладів вищої освіти й інших організацій, на базах яких проводяться ці цикли та заходи. В Україні передбачається формування реєстру закладів вищої освіти, уповноважених проводити підготовку та підвищення кваліфікації з КДО, реєстру закладів охорони здоров’я, що є базами практики з КДО, та реєстру закладів й організацій, уповноважених проводити БПР капеланів. Душпастирська рада або інший уповноважений орган має контролювати якість навчального процесу на циклах з КДО та дотримання вимог до заходів БПР капеланів. Поширеною у світі практикою є добровільна акредитація навчальних програм з КДО, яку здійснюють авторитетні недержавні професійні капеланські асоціації — асоціації капеланів в охороні здоров'я, асоціації клінічної душпастирської освіти або асоціації духовної опіки.